# Vozera Janavitskaje
Vozera Janavitskaje (vitryska: Возера Янавіцкае) är en sjö i Belarus.   Den ligger i voblasten Vitsebsks voblast, i den nordöstra delen av landet, 250 km nordost om huvudstaden Minsk. Vozera Janavitskaje ligger 151 meter över havet. Arean är 1,5 kvadratkilometer. Den sträcker sig 1,1 kilometer i nord-sydlig riktning, och 2,6 kilometer i öst-västlig riktning.